# 元力股份
福建元力活性炭股份有限公司，簡稱福建元力活性炭股份、福建元力活性炭，以及元力股份（英語：Fujian Yuanli Active Carbon Co., Ltd.，深交所：300174），於1999年由卢元健（董事長）於中国福建省南平市来舟经济开发区（總部），創立前身為「福建省南平元力活性炭有限公司」。
現時業務在國內經營生產及銷售活性炭產品，招股價為24元人民幣，發行新股為1700萬股，而集資額為4.08億元人民幣，而股份則在2011年2月1日於深交所創業板上市。

## 連結
- YuanliCarbon.com （页面存档备份，存于）